# Маршессо, Ив
Ив Маршессо (фр. Yves Marchesseau, 12 мая 1952, Монтелимар, Франция — 29 сентября 2014, Сент, Франция) — французский актёр и телеведущий, известный по своей роли тюремного надзирателя Ля Буля (фр. La Boule) в телевизионной игре Fort Boyard.

## Биография
Родился в 1952 году, был лысым с рождения. Жил в деревне Бернёй и работал продавцом шариков для петанка марки Obut. О передаче Fort Boyard узнал по объявлению, передававшемуся на радиостанции Radio France La Rochelle:

«Когда я услышал по местному радио, что для «Форта Байяр» ищут человека с моими габаритами — 1 метр 63 сантиметра роста и 114 килограмм веса — я сказал своей жене, что собираюсь участвовать в отборе».
Выиграв конкурс, в котором принимало участие около двадцати человек, Ив стал Лябулем — моряком, оказавшимся после кораблекрушения в форте Байяр. Его герой бил в гонг, обозначая начало и завершение очередной игры, а также отводил в темницу игроков, не успевших выполнить вовремя задание по получению ключа. Впервые он появился на шоу в 1994 году. Его супруге приходилось подменять мужа за прилавком в те дни, когда он был занят на съёмках. В 2013 покинул шоу из-за проблем со здоровьем.

«Меня, не знавшего о телевидении ничего, приняли так, словно я всегда был частью съёмочной группы программы. И я действительно полюбил свою новую работу. Правда, есть и оборотная сторона медали: когда мои приятели увидели меня на своих маленьких экранах, они стали относиться ко мне как к звезде. И это влетает мне в копеечку — приходится угощать их выпивкой».
На протяжении более 20 лет он коллекционировал рекламную продукцию. Гараж своего дома в Бернёй он превратил в «Музей 51»: в нём представлено более тысячи предметов, имеющих отношение к знаменитому ликёру «Pernod 51».
Рак пищевода был обнаружен у актёра в конце 2013 года. Из-за лечения в мае 2014 года он был вынужден оставить работу. Сообщалось, что из-за курсов радио- и химиотерапии Маршессо потерял около 9 килограммов. Актёр не смог принять участие в 25 юбилейном сезоне телеигры, но надеялся вернуться в передачу в следующем сезоне, если ему станет лучше.
Скончался в ночь с 28 на 29 сентября 2014 года. Ему было 62 года. Причиной смерти стал рак пищевода. Кроме того, актёр был болен сахарным диабетом.